# Тегервілен
Тегервілен (нім. Tägerwilen) — громада  в Швейцарії в кантоні Тургау, округ Кройцлінген.

## Географія
Громада розташована на відстані близько 150 км на північний схід від Берна, 21 км на північний схід від Фрауенфельда.
Тегервілен має площу 11,6 км², з яких на 18% дозволяється будівництво (житлове та будівництво доріг), 43,6% використовуються в сільськогосподарських цілях, 36,9% зайнято лісами, 1,6% не є продуктивними (річки, льодовики або гори).

## Демографія
2019 року в громаді мешкало 4762 особи (+20,1% порівняно з 2010 роком), іноземців було 36,9%. Густота населення становила 412 осіб/км².
За віковим діапазоном населення розподілялося таким чином: 21,3% — особи молодші 20 років, 62,6% — особи у віці 20—64 років, 16% — особи у віці 65 років та старші. Було 1994 помешкань (у середньому 2,4 особи в помешканні).
Із загальної кількості 3425 працюючих 154 було зайнятих в первинному секторі, 633 — в обробній промисловості, 2638 — в галузі послуг.